# Bombardeo incendiario

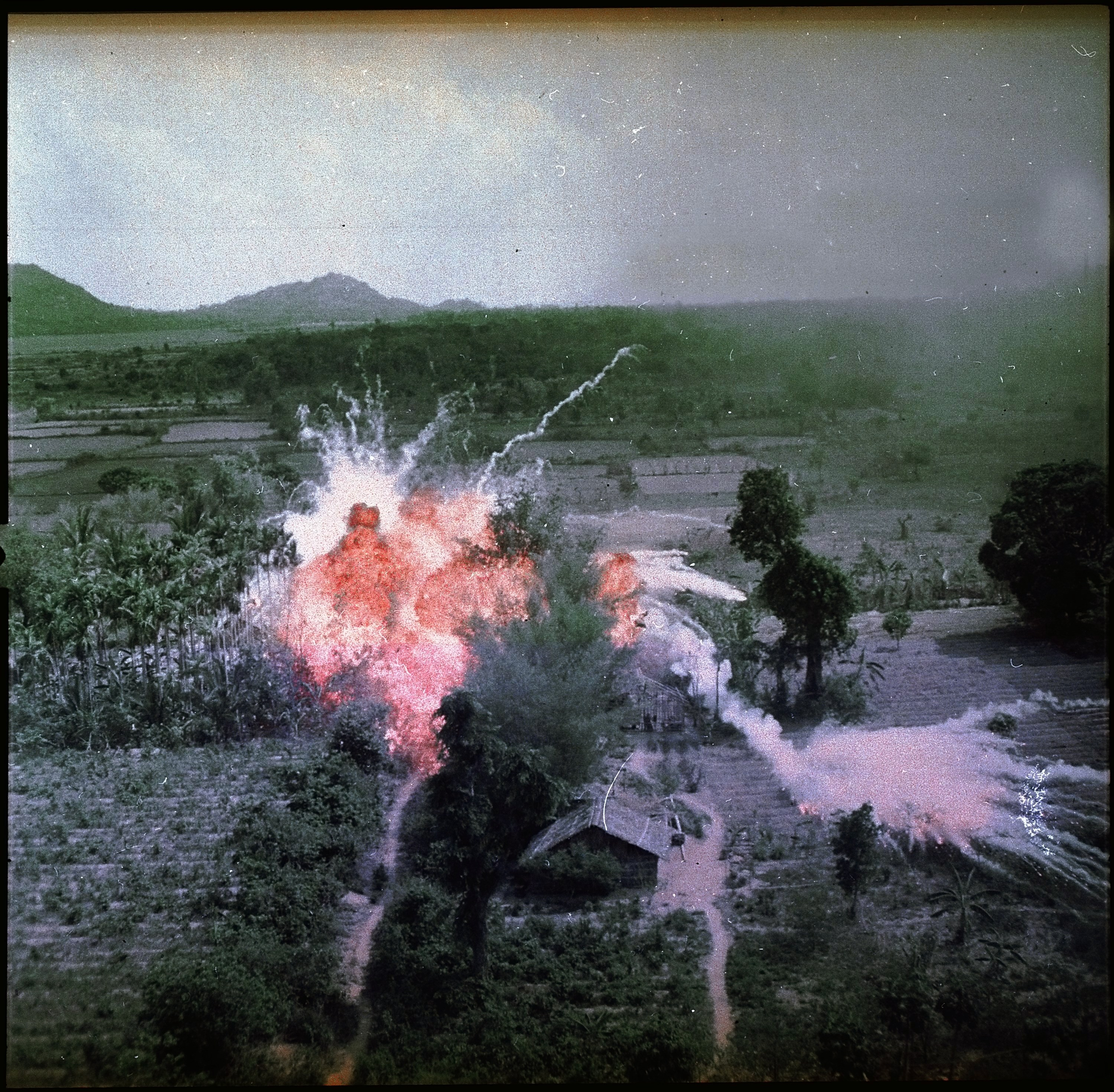
Un avión estadounidense lanza napalm sobre posiciones del Viet Cong en 1965.

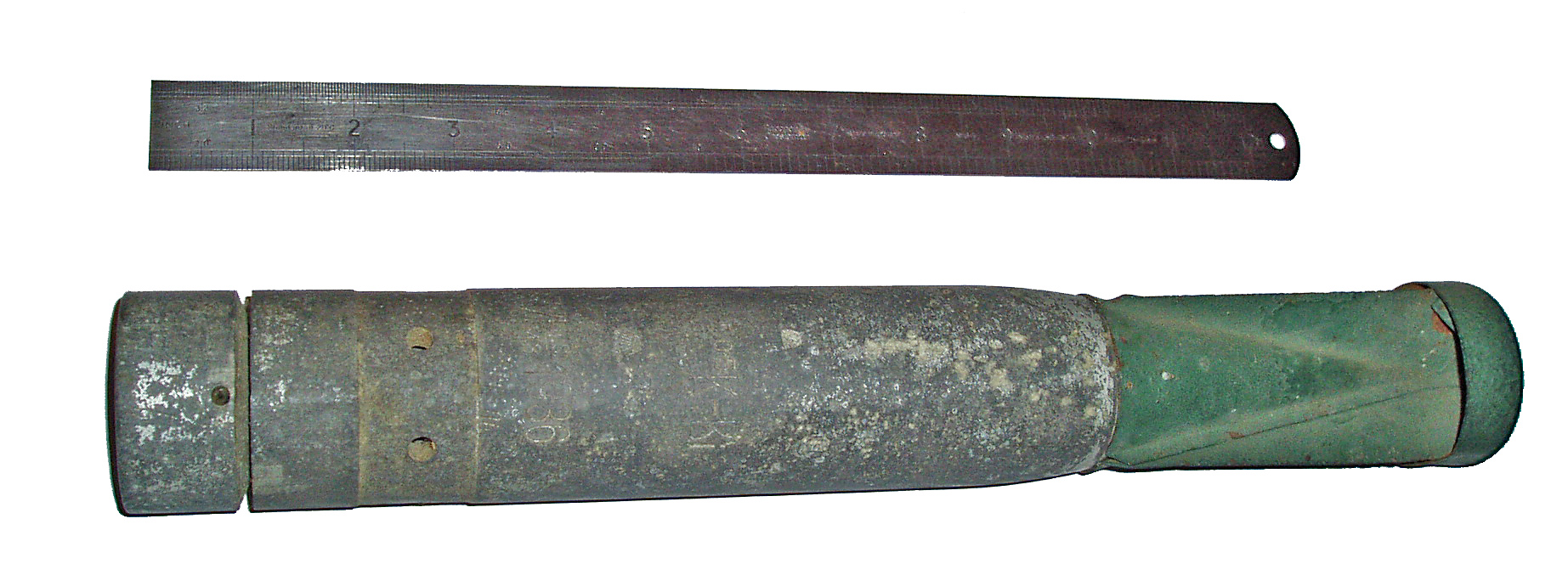
Restos de una bomba incendiaria alemana de la Segunda Guerra Mundial

El bombardeo incendiario es una técnica de bombardeo diseñada para dañar un objetivo, generalmente un espacio urbano, mediante el uso de fuego, causado por artefactos incendiarios, en lugar del efecto de la explosión de grandes bombas. En el uso popular, cualquier acto en el que se utiliza un artefacto incendiario para iniciar un incendio se describe a menudo como un «bombardeo incendiario».
Aunque se han usado sencillas bombas incendiarias para destruir edificios desde el comienzo de la guerra de la pólvora, en la Primera Guerra Mundial se utilizaron por primera vez bombardeos estratégicos desde el aire para dañar la moral y la economía del enemigo, como los ataques aéreos de los zepelines alemanes sobre Londres. La capital de guerra china de Chongqing fue bombardeada por el Ejército Imperial Japonés a principios de 1939, durante la segunda guerra sino-japonesa. Londres, Coventry y muchas otras ciudades británicas fueron bombardeadas durante el Blitz de la Alemania nazi. La mayoría de las grandes ciudades alemanas fueron bombardeadas a partir de 1942, y casi todas las grandes ciudades japonesas fueron bombardeadas durante los últimos seis meses de la Segunda Guerra Mundial.
Esta técnica emplea pequeñas bombas incendiarias posiblemente lanzadas por una bomba de racimo, como la cesta de pan de Mólotov. Si el fuego prende, podría extenderse, afectando a edificios adyacentes que no se habrían visto prácticamente afectados por una bomba explosiva. Se trata de un uso más eficaz de la carga explosiva que podría transportar un bombardero.
El uso de incendiarios por sí solos no suele provocar incendios incontrolables cuando los objetivos están techados con materiales no inflamables, como tejas o pizarras. El uso de una mezcla de bombarderos portadores de bombas de alto poder explosivo, como las bombas británicas Blockbuster, que volaban ventanas y tejados y exponían el interior de los edificios a las bombas incendiarias, es mucho más eficaz. Alternativamente, un bombardeo preliminar con bombas convencionales puede ir seguido de ataques posteriores de bombarderos portadores de bombas incendiarias.

## Tácticas

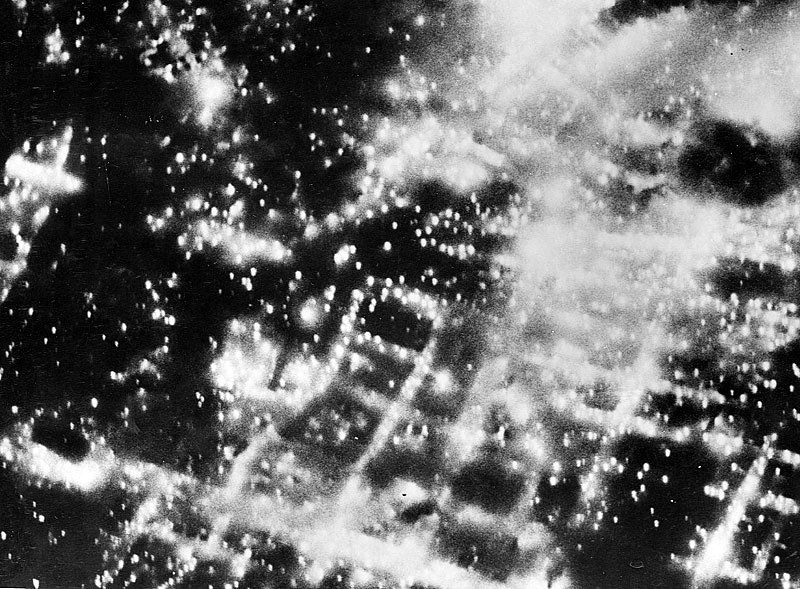
Bombardeo incendiario de Braunschweig, Alemania, 15 de octubre de 1944

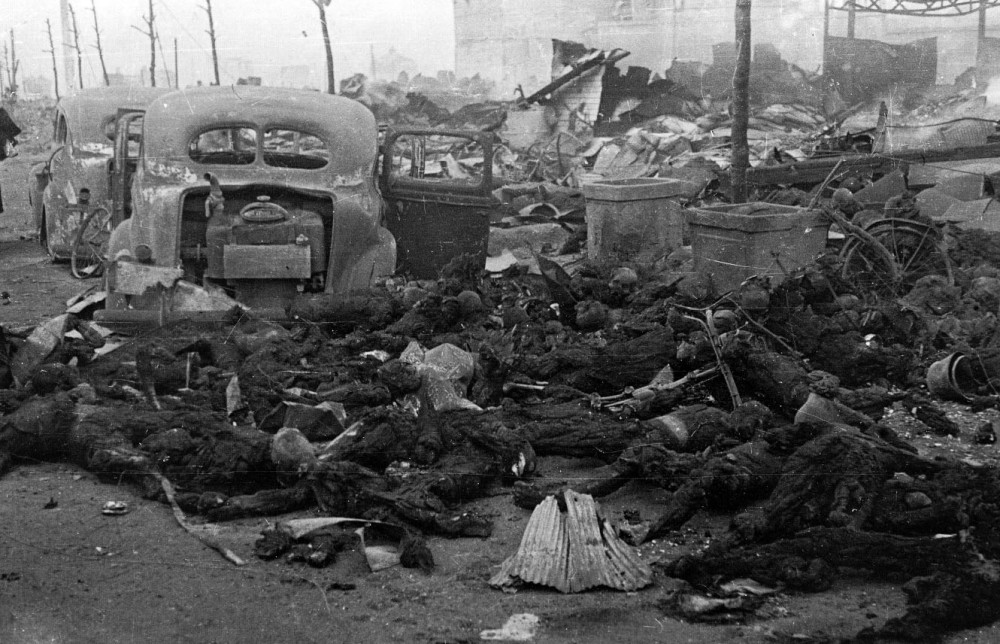
Restos carbonizados de civiles japoneses tras el bombardeo de Tokio

A principios de la Segunda Guerra Mundial, muchas ciudades británicas fueron bombardeadas. Dos ataques especialmente notorios fueron el bombardeo de Coventry el 14 de noviembre de 1940 y el bombardeo de Londres la noche del 29 al 30 de diciembre de 1940, que fue el ataque más destructivo perpetrado en Londres durante la guerra, con gran parte de la destrucción causada por los incendios provocados por las bombas incendiarias. Durante el bombardeo de Coventry, los alemanes fueron pioneros de varias innovaciones que influirían en todos los posteriores bombardeos estratégicos durante la guerra: el uso de aviones exploradores con ayudas electrónicas a la navegación, marcar los objetivos antes del bombardeo principal y el uso de bombas de alto poder explosivo y minas aéreas junto con miles de bombas incendiarias destinadas a incendiar la ciudad. La primera oleada de bombarderos sucesivos lanzaba bombas explosivas, cuya intención era inhabilitar los servicios públicos (suministro de agua, red de electricidad y cañerías de gas) y dejar cráteres en los caminos, dificultando la llegada de los bomberos a los incendios que iniciarían las oleadas sucesivas de bombarderos. Las oleadas sucesivas lanzaban una combinación de bombas explosivas e incendiarias. Existían dos tipos de bombas incendiarias: las de polvos de magnesio y hierro, y las de petróleo. Las bombas de alto poder explosivo y las minas aéreas de mayor tamaño no solo estaban diseñadas para obstaculizar el trabajo de los bomberos de Coventry, sino también para dañar los tejados, facilitando así que las bombas incendiarias cayeran en los edificios y los incendiaran. Como sir Arthur Harris, comandante del Mando de Bombarderos de la RAF, escribió después de la guerra:

En los primeros tiempos de los bombardeos, nuestra idea, como la de los alemanes, era extender el ataque a lo largo de toda la noche, minando así la moral de la población civil. El desenlace era, por supuesto, que una brigada de bomberos eficiente podía hacer frente a una sola carga de incendiarias, apagarlas y esperar tranquilamente a que llegara la siguiente; también podían refugiarse cuando caían unas cuantas bombas explosivas. [...] Pero se observó que, cuando los alemanes conseguían una concentración eficaz, [...] entonces nuestras brigadas de bomberos lo pasaban mal; si una lluvia de incendiarias se mezcla con bombas explosivas, existe la tentación para el bombero de agachar la cabeza. Los alemanes, una y otra vez, perdieron su oportunidad, como hicieron durante el bombardeo de Londres que observé desde el tejado del Ministerio del Aire, de incendiar nuestras ciudades mediante un ataque concentrado. Coventry estaba adecuadamente concentrado en cuanto a espacio, pero de todos modos había poca concentración en cuanto a tiempo, y nunca se produjo en este país nada parecido a los tornados ígneos de Hamburgo o Dresde. Pero nos hicieron suficiente daño como para enseñarnos el principio de la concentración, el principio de provocar tantos incendios al mismo tiempo que ningún servicio de extinción de incendios, por muy eficiente y rápidamente que fuera reforzado por las brigadas de bomberos de otras ciudades, pueda controlarlos.
Arthur Harris

La RAF desarrolló la innovación táctica de la corriente de bombarderos para abrumar a las defensas aéreas alemanas de la línea Kammhuber durante la Segunda Guerra Mundial para aumentar la concentración de la RAF a tiempo sobre el objetivo. Pero, tras las lecciones aprendidas durante el Blitz, la táctica de lanzar una gran concentración de bombas sobre el objetivo en el menor tiempo posible se convirtió en la norma de la RAF, ya que era más eficaz que un ataque más largo. Por ejemplo, durante el bombardeo de Coventry la noche del 14 al 15 de noviembre de 1940, 515 bombarderos de la Luftwaffe, muchos de los cuales volaron más de una vez contra Coventry, lanzaron sus bombas durante más de 10 horas. En cambio, en el ataque mucho más devastador sobre Dresde la noche del 13 al 14 de febrero de 1945 por dos oleadas de la fuerza principal del Mando de Bombarderos de la RAF se lanzaron las bombas a las 22:14, y todos menos uno de los 254 bombarderos Lancaster lanzaron todas sus bombas en dos minutos. La última bomba fue lanzada a las 22:22. La segunda oleada de 529 Lancaster lanzó todas sus bombas entre las 01:21 y las 01:45. Esto quiere decir que, de media, en el primer ataque un Lancaster lanzaba una bomba cada medio segundo y, en el segundo ataque, en el que participó más de un grupo de bombarderos de la RAF, una bomba cada tres segundos.
Las Fuerzas Aéreas del Ejército de los Estados Unidos (USAAF) solo bombardeaban oficialmente objetivos de precisión en Europa, pero, por ejemplo, cuando 316 B-17 Flying Fortress bombardearon Dresde en un ataque sucesivo hacia el mediodía del 14 de febrero de 1945, debido a las nubes las oleadas posteriores bombardearon utilizando el radar H2X para apuntar. La mezcla de bombas que se utilizó en el bombardeo de Dresde era de un 40% de incendiarias, mucho más parecida a la mezcla de la RAF para destruir ciudades que a la carga de bombas utilizada normalmente por los estadounidenses en bombardeos de precisión. Esta era una mezcla bastante común cuando la USAAF preveía condiciones nubosas sobre el objetivo.
En sus ataques contra Japón, las USAAF abandonaron su método de bombardeo de precisión que habían usado en Europa y adoptaron una política de bombardeo de saturación, usando incendiarias para quemar ciudades controladas por los japoneses, como Wuhan, y las ciudades del archipiélago japonés. Estas tácticas tuvieron un efecto devastador y muchas zonas urbanas quedaron calcinadas. El primer ataque incendiario de bombarderos B-29 Superfortress fue sobre Kōbe el 4 de febrero de 1945, con 69 B-29 que llegaron sobre la ciudad a una altitud de 7500 a 8200 m, lanzando 152 toneladas de bombas incendiarias y 14 toneladas de bombas de fragmentación para destruir alrededor de 23,2 ha. La siguiente misión fue otro ataque incendiario diurno a gran altitud sobre Tokio el 25 de febrero, cuando 172 B-29 destruyeron alrededor de 260 ha de la ciudad cubierta de nieve, lanzando 453,7 toneladas, en su mayoría incendiarias, con algunas bombas de fragmentación. Tras cambiar a tácticas nocturnas a baja altitud para concentrar los daños del fuego y minimizar la efectividad de las defensas de cazas y artillería, la Operación Meetinghouse llevada a cabo por 279 B-29 volvió a atacar Tokio la noche del 9 al 10 de marzo; lanzaron 1665 toneladas de bombas incendiarias desde altitudes de 1500 a 2700 m, utilizando principalmente la bomba de racimo E-46 de 230 kg, que soltó 38 bombas incendiarias M-69 a base de aceite a una altitud de 760 m. Se lanzaron menos incendiarias M-47: la M-47 era una bomba de gasolina gelificada y fósforo blanco que se incendiaba al impactar. En las dos primeras horas del ataque, 226 de los aviones atacantes (el 81 %) descargaron sus bombas para abrumar a las defensas antiincendios de la ciudad. Los primeros en llegar lanzaron bombas en forma de X centrada en el distrito obrero de Tokio, cerca de los muelles; los aviones posteriores simplemente apuntaron cerca de esta X en llamas. Se estima que 100 000 personas murieron en la conflagración resultante, más que las muertes inmediatas de los bombardeos atómicos de Hiroshima o Nagasaki. Después de este ataque, las USAAF siguieron realizando ataques incendiarios a baja altitud sobre las ciudades japonesas, destruyendo una media del 40 % de la superficie construida de 64 de las ciudades más grandes.

## En la cultura popular
- La breve historia autobiográfica de 1967 La tumba de las luciérnagas está basada en los momentos posteriores al bombardeo incendiario de Kobe. En 1988 se adaptó al cine con el mismo nombre.
- La parte central de la novela de fantasía histórica Teito Monogatari está ambientada durante el periodo de los bombardeos aliados sobre Japón. Esta parte de la novela fue adaptada en la película Teito taisen.
- La novela de ciencia ficción de Kurt Vonnegut Matadero cinco está basada en parte en sus vivencias personales durante el bombardeo incendiario de Dresde.
- La novela Extremely Loud and Incredibly Close de Jonathan Safran Foer contiene hilos narrativos sobre el bombardeo de Dresde.